# Michael Kiernan
Michael Joseph Kiernan (Cork, 17 de enero de 1961) es un exjugador irlandés de rugby que se desempeñaba como centro.

## Selección nacional
Kiernan debutó en el XV del Trébol en 1982 ante los Dragones rojos y jugó con ellos hasta 1991; en su último partido enfrentó a Les Bleus. En total jugó 46 partidos y marcó 308 puntos.

### Participaciones en Copas del Mundo
Sólo disputó una Copa del Mundo, Nueva Zelanda 1987, donde marcó un try, siete conversiones, cinco penales y un drop.
| Mundial                       | Sede          | Resultado        | PJ | Pts |
| ----------------------------- | ------------- | ---------------- | -- | --- |
| Copa Mundial de Rugby de 1987 | Nueva Zelanda | Cuartos de final | 3  | 37  |

## British and Irish Lions
Kiernan fue convocado a los British and Irish Lions para la Gira de Nueva Zelanda 1983 donde jugó tres de los cuatro partidos. Fue convocado nuevamente para el centenario de la World Rugby.

## Palmarés
- Campeón del Torneo de las Cinco Naciones de 1982 y 1985.